# قطعنامه ۱۲۶۰ شورای امنیت
قطعنامه ۱۲۶۰ شورای امنیت سازمان ملل متحد که در تاریخ ۲۰ اوت ۱۹۹۹ تصویب شد، سندی بین‌المللی دربارهٔ بررسی وضعیت در سیرالئون است. این قطعنامه طی نشست ۴۰۳۵ام با ۱۵ رای موافق، ۰ مخالف و ۰ ممتنع تصویب شد.